# Trichosphaeria crassipila
Trichosphaeria crassipila är en svampart som beskrevs av Grove 1912. Trichosphaeria crassipila ingår i släktet Trichosphaeria och familjen Trichosphaeriaceae.   Inga underarter finns listade i Catalogue of Life.